# THE KING OF LIVE AT BUDOHKAN
『THE KING OF LIVE AT BUDOHKAN』（ザ・キング・オブ・ライブ・アット・ブドウカン）は、1984年に発表されたRCサクセションのライブ・ビデオ。

## 解説
RCサクセションの日本武道館コンサートを収録したビデオ。当時テレビ東京で放送されたものとは別編集で発売された。
レーザーディスク発売版と、ポリドール発売版のVHS、βでは別編集。
1998年にはポリグラムより『THE ROCK'N'ROLL SHOW 80/83』（久保講堂ライヴとのカップリング・ビデオ）で初DVD化。
2011年にはユニバーサル・ミュージックより『THE KING OF LIVE AT BUDOHKAN 1983』と改題し単独DVD化され、ビデオ音源をCD化したものが付属した。
以上の発売版の他、テレビ東京放映版に近い編集のものがハピネットから『キング・オブ・ライブ RCサクセション・アット・武道館』として2004年にDVD発売された。2011年には同タイトルを再編集し、ボーナス映像を加えたものが再発売された。

## 収録曲

### Side 1
1. 雨あがりの夜空に
（作詞・作曲－忌野清志郎・仲井戸麗市)
2. つ・き・あ・い・た・い
（作詞・作曲－忌野清志郎)
3. トランジスタ・ラジオ
（作詞・作曲－忌野清志郎・G1,238,471)
4. ボスしけてるぜ
（作詞・作曲－忌野清志郎)
5. いい事ばかりはありゃしない
（作詞・作曲－忌野清志郎)
6. ベイビー！逃げるんだ。
（作詞・作曲－忌野清志郎・仲井戸麗市)

### Side 2
1. スローバラード
（作詞・作曲－忌野清志郎・みかん)
2. お墓
（作詞・作曲－忌野清志郎)
3. Sweet Soul Music - White Christmas
（作詞・作曲－忌野清志郎)（作詞・作曲－Irving Berlin)
4. ドカドカうるさいR&Rバンド
（作詞・作曲－G忌麗)
5. エンジェル
（作詞・作曲－忌野清志郎)
6. 上を向いて歩こう
（作詞：永六輔　作曲：中村八大）
7. エネルギーOhエネルギー
（作詞・作曲－忌野清志郎)
8. キモちE
（作詞・作曲－忌野清志郎)